# László Viktor
László Viktor (1963, Budapest) zeneszerző, zenei producer, hangmérnök (Dusthill Studios). 1980-82 az ETA punkzenekar alapító tagja, 1984-2017-ig a Sexepil alapító tagja és basszusgitárosaként ismert. 2020 - A "CsináltadMár Rabbival?" punk zenekaban zenei igazgató, zeneszerző és gitáros.
Az elmúlt tizenöt évben körülbelül 30, műfaji értelemben igen különböző lemezen működött közre mint zeneszerző, zenei producer és hangmérnök.
Élő hangosítási és keverési tapasztalattal is rendelkezik, mivel évekig kevert élőben zenekarokat (FreshFabrik, Supernem stb.).
Három aranylemezt (Dopeman, Fekete Vonat) és egy platinát (Fekete Vonat) kapott.

## Díjak
Hat db Aranyzsiráf díj, amelyből a mai napig egyedülálló módon egyszerre 3 db-ot ítéltek oda: a Sexepil zenekar 1996-os Sugar For The Soul albumának; az Év Lemeze, az Év Borítója és az Év Videóklipje kategóriákban.

## Sexepil
László alapító tagja volt a Sexepilnek. 2017-ben kiszállt a zenekarból.

### Diszkográfia: Sexepil
- Egyesült Álmok (1988)
- bi… (He/She ‘It's Alive’) (1990)
- Love ● Jealousy ● Hate (1990)
- Against Nature (1993)
- Sugar for the Soul (1995)
- Your Scream is Music (2015)
- Acoustic Sessions (2017)

## Zeneszerző/Producer/Hangmérnöki munkák/
Zeneszerző/Producer munkák:
- 1998: Fekete Vonat - Hip hop zene
- 1998: Fekete Vonat - Forró a vérem
- 1997: Dopeman: Fordult a kocka
- 1999: Dopeman: Magyarország rémálma
- 2000: Dopeman + TKO - Nesztek EP
- 2000: Dopeman - TKO TKO maxi
- 2000: Robby D. -: Electric Boogie
- 2001: Dopeman - Dopetalak maxi
- 2002: MC Ducky - Első a csajok között
- 2004: Ogli G - Egyenesen a Férfiházból
- 2005: Ogli G - High Rollers
- 2007: Ogli G - Full gizda
- 2007: Ogli G - Ogli G. maxi
- 2015: Ogli G - Ez a Város
- 1998: Nyers - Virágslágerek (maxi)
- 2003: Action: Hetedik (EMI)
- 2003: Action: Önpusztítók maxi
- 2006: Action: Best of (EMI)
- 1997: FreshFabrik - Nerve (1G Records/Warner)
- 2000: FreshFabrik - Drive My Hand
- 2000: FreshFabrik - Lamentation (single)
- 2003: ZERO-G - Zero Gavity
- 2006: FreshFabrik - Finest
- 2004: FreshFabrik - Dead Heart in Living Water
- 1999: Blind Myself - Heavent
- 1999: Pablo Honey - Definition of Normal Life
- 1999: Pablo Honey - Get One Down EP
- 2000: Kardos-Horváth János - Kisfogyasztók – Víz nélkül lehetetlen
- 2001: Flash Travel: Soha ne add fel (Universal) A DAL Eurovision 201

HANGRESTAURÁCIO,MASTER :
- 2017 : ETA - Live - 1982 - Dead ( Trottel Records )

### Remixprojektek
- Kispál és a Borz: Ramix (Universal)
- Ez+Mi Jazz+Az: remix (BMG)
- The True Sound of Freee 1 (Freee Magazin)
- The True Sound of Freee 2 (Freee Magazin)

### Filmzene
- 2004: Nyócker! (ANNECY Nemzetközi Animációs Film Fesztivál FŐDÍJ –Legjobb Film 2005)
- 2010: Kolorádó Kid (TV2 Moziverzum Díj - Legjobb közönségfilm 2010)
- 2014: Fekete Leves
- 2015: Vikend

### PC-játék-zene
War on Terror (Digital Reality, 2006)